# Eonema
Eonema är ett släkte av svampar som beskrevs av Redhead, Lücking och James D. Lawrey. Eonema ingår i familjen Hygrophoraceae, ordningen skivlingar, klassen Agaricomycetes, divisionen basidiesvampar och riket svampar.
Släktet innehåller bara arten Eonema pyriforme.

## Bildgalleri

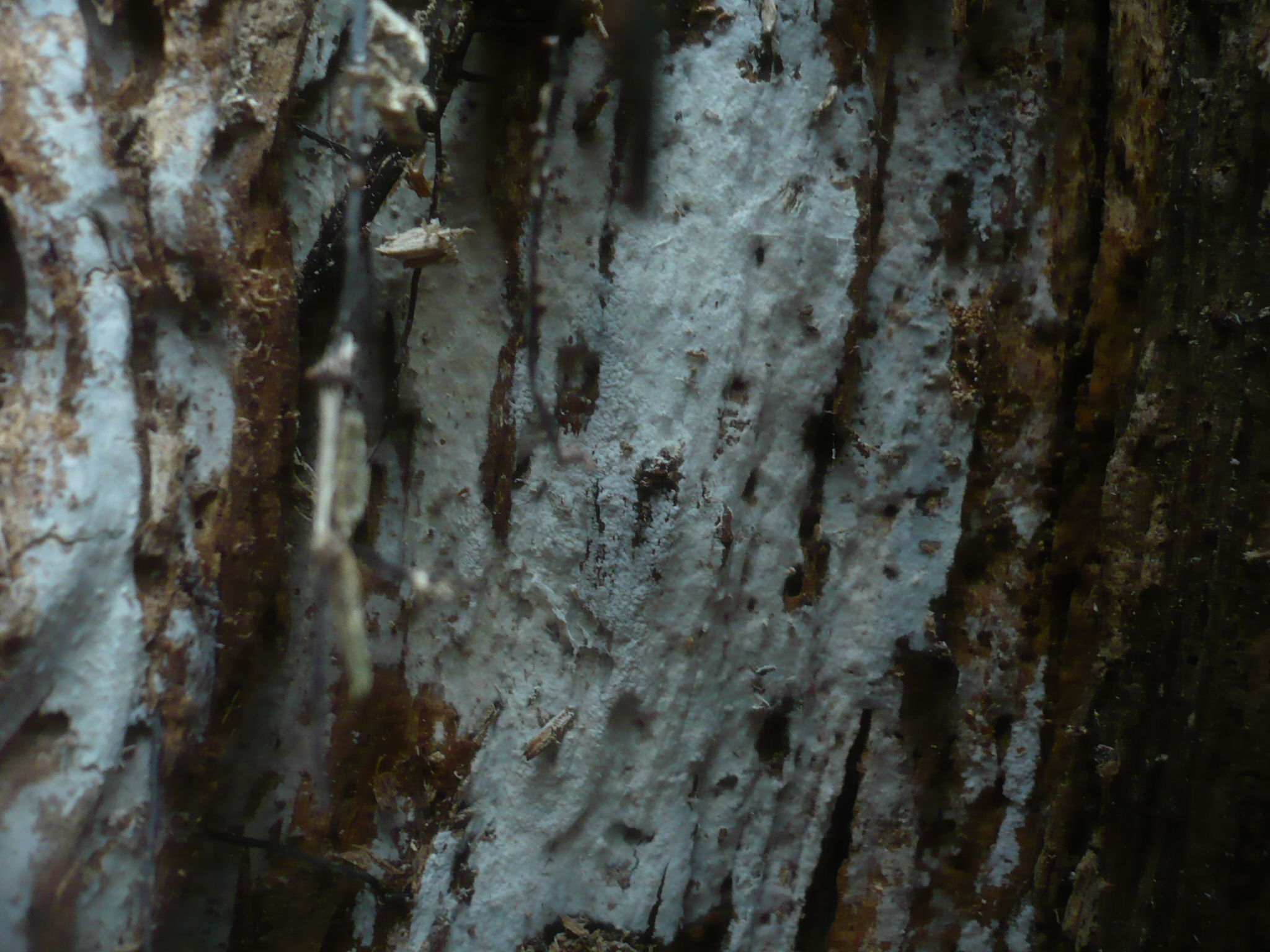